# Нано-Жасмин
Нано-Жасмин (з англ.Nano-JASMINE — Nano-Japan Astrometry Satellite Mission for INfrared Exploration; Японська астрометрична супутникова місія з інфрачервоного дослідження) — астрометричний мікросупутник, розроблений Національною астрономічною обсерваторією Японії. Nano-JASMINE є проектом, який планує вперше продемонструвати можливості космічної астрометрії в Японії і проводити експерименти для перевірки методів і операцій, що передбачається реалізовувати на апаратах Small-JASMINE і JASMINE.

## Огляд
Nano-JASMINE — перший астрометричний супутник Японії, що, як очікується, буде другим астрометричним супутником у світі, перший, Hipparcos, запущений в 1989 році Європейським космічним агентством, давно припинив свою роботу. Це перший із запланованої серії з трьох супутників все більшого розміру: Nano-JASMINE, Small-JASMINE, і JASMINE. Супутник спостерігатиме за небом в інфрачервоному діапазоні, що дозволить краще вести спостереження у напрямку до центру Галактики, і має невелике, 5-сантиметрове головне дзеркало.
Супутник повинен вимірювати позиції з точністю, порівняною з Hipparcos, що буде корисним для визначення поточного положення зірок, які через власний рух змістилися з часу останніх вимірів Hipparcos. Крім того, поєднання даних Nano-JASMINE з даними Hipparcos дозволить уточнити їхній власний рух.
Витрати на створення супутника складають близько 100 мільйонів ієн. Планувалося запустити на орбіту в 2016 р. ракетою Циклон-4 з бразильського космодрому Алкантара, Бразилія. Однак через заморозку програми Циклон в Бразилії й постійний перенос термінів, прийнято рішення запустити його як додаткове корисне навантаження на РКП Союз, або VEGA наприкінці 2018 року.
Nano-JASMINE буде включати екстрактор зображень зоряного неба (SIE), щоб скоротити кількість даних, що передаються на землю.

## Конструкція
Nano-JASMINE має невеликий розмір (50 см3) і вагу (близько 35 кг). Супутник працюватиме в ІЧ-діапазоні (0,6~1,0 μм). Цільова точність паралаксів становить близько 3 кутових мілісекунд на ІЧ = 7,5 MAG. Більш висока точність руху (~0,1 кутових мілісекунд/рік) може бути отримана шляхом комбінування каталогу, зробленого Nano-JASMINE, з каталогом Hipparcos, а зменшення помилки власного руху пропорційна зворотній епосі відмінності між двома каталогами, які для Hipparcos і Nano-JASMINE будуть перевищувати 20 років.

## Місія
Наукова місія:
Інфрачервона астрометрія (точні 3D відображення позицій і поперечних швидкостей зірок з точністю до 1 кутової мілісекунди в інфрачервоній області)
Інженерна Місія:
Демонстрація нових супутникових технологій, включаючи телескоп точністю місії, точне зіставлення/терморегулювання (1 arcsec/0,1 К), а також супутникове моделювання.

## Графік
- Попередній етап досліджень розпочався у 2003 році;
- Концептуальне проектування почалося в 2005 році;
- Тести для моделі й кваліфікаційне проектування було завершено протягом 2009 року;
- Льотна модель буде завершена на початку 2011 року, а повний тест — наприкінці фінансового 2011;
- Запуск запланований на 2018.

## План роботи Nano-JASMINE
- Запуск: 2018
- Первинна перевірка апарата: близько 1 місяця.
- Визначення орбіти супутника
- Прийом на борту GPS даних. Кінематичне позиціонування точок та постобробка на землі.
- Номінальне спостереження: 2 роки (не гарантується).